# Religions africanes tradicionals
La majoria de religions africanes tradicionals s'han transmès, la major part de la seva existència, oralment (més que pas per escrit). Així, els experts lingüístics com Christopher Ehret i Placide Tempels han aplicat els seus coneixements en llengües envers reconstruir les creences originals sobre l'ànima dels seguidors d'aquestes tradicions. Els quatre fílums lingüística parlats a l'Àfrica són: l'afroasiàtic, el niloticosaharià, el nigerocongolès, i el khoisan.
La doctrina animista d'Àfrica inclou el culte als ancestres, la curació per la fe i la medicina tradicional, l'endevinació, l'ús de la màgia reservat a un xaman o embruixador del clan, la creença en els esperits o energies, i el politeisme (encara que en la majoria hi ha un déu creador, superior a la resta). A més en algunes és comú el sacrifici animal. En general, es considera que el paper de la humanitat consisteix a harmonitzar la naturalesa amb el sobrenatural.

## Terminologia
Quan parlem de les religions africanes que normalment significa l'espiritualitat de les persones. Aquestes són les filosofies antigues que resulten de la fe, mantenir en poder dels avantpassats dels africans presents, que s'està practicant en les seves diferents formes i formats.
Segons el Dr. J Omosade Awolalu, el "tradicional" en aquest context significa indígena, la qual cosa és fonamental, transmesa de generació en generació, significava que preval i es practica avui dia i per sempre. Una herència del passat, encara no tractada com una cosa del passat, sinó que connecta el passat amb el present i el present amb l'eternitat.

## Espiritualitat afroasiàtica
D'acord amb el lingüista Christopher Ehret, la religió tradicional entre els pobles afroasiàticoparlants (Afrasans) era originalment de naturalesa henoteïsta. En aquest sentit, cada clan va encomanar-se al déu de cada comunitat alhora que encara acceptava l'existència d'altres déus. Aquesta tradició és evident avui entre els pobles omòtics de l'Etiòpia sud-occidental (qui Ehret i molts altres lingüistes els consideren afrasà-parlants), com també grups semítico-parlants (els avantpassats lingüístics dels qui van emigrar del continent africà fa mil·lennis) com els antics hebreus. Cada comunitat clànica afrasana estava encapçalada per un líder ritual hereditari. Pel que fa a les agrupacions majoritàries dels pobles eritreus i els cuixites, Ehret es refereix a aquest sacerdot ritual com a '*wap'er'. El '*wap'er' duia a terme els rituals espirituals tradicionals per a cada grup, però no era de cap manera un cap polític o autoritat política significativa acordada. Més aviat, el rol del *wap'er del clan era presidir els rituals comunals dirigits cap a aquella deïtat i actuar per la comunitat com a intermediari i intèrpret de la deïtat. Ehret afirma que als fonaments de la tradició espiritual afroasiàtica, el mal es veia com a ésser causat pels 'esperits' trivials o demoníacs que residien entre els humans.

## Espiritualitat niloticosahariana
Ehret caracteritza la proto-religió niloticosahariana com a continuació:
Les primeres comunitats niloticosaharianes, es creu, s'aferrava a un sistema de creences noteïstiques, semblants a les que es coneixen entre alguns pobles nilosaharians moderns, com els uduk, les llengües dels quals pertanyen a la branca komana d'aquesta família. En aquesta religió el poder espiritual i el perill espiritual no resideixen en una deïtat però són expressades per una força animada. En la llengua uduk moderna, aquesta força s'anomena 'arum'. És una força, concentrant-se en les seves vides, que ens fa viure a nosaltres i als animals; també és la font de la nostra còlera, les nostres pors, i les nostres afeccions. Els éssers humans contenen l''arum' a dins d'ells mateixos a través de la seva consciència receptiva, anomenada pels uduk 'kashira', el qual s'entén que resideix als estómacs. En la versió uduk moderna d'aquest sistema de creences, també hi existeix 'arum' desencarnat, el residu de vides, animals i humanes, que han viscut al passat. L'arum de la gent degudament enterrada es reconstitueix sense perill a comunitats sota terra. Però també hi ha 'arum' vagant, el residu de gent perduda a la selva i mai enterrada degudament, i d'animals caçats per caçadors. Aquesta força animada en el seu aspecte desencarnat, quan no es tracta a través d'observances rituals i religiosos, pot ser la font de perill i injúria per la gent. Els seus efectes, en altres paraules, expliquen el problema del mal.

## Espiritualitat Nigerocongolesa
L'anàlisi d'Ehret de la tradició espiritual nigerocongolesa indica que se centrava al voltant de l''esperit' com a manifestació en diversos aspectes de la natura, deïtats i/o avantpassats. Això és evident a la següent cita:
La religió nigerocongolesa reconeixia unes sèries de nivells d'esperit. A l'àpex del sistema, però de petita conseqüència directa a la religió quotidiana, hi havia Déu com a figura distant, qui era la Causa Primera o Creador... Un segon tipus d'esperit residia a dins d'un territori particular i es creia que era capaç d'influir-hi esdeveniments... Però els esperits crucials de debò per a observacions i rituals religiosos pertanyien a una tercera categoria. Aquesta eren els avantpassats.
El mal en aquesta tradició, afirma Ehret, es va originar amb la "bruixeria" executada sobre persones objectiu d'altres individus. Tempels recolza l'anàlisi d'Ehret en les seves assercions (les quals també estan basades en anàlisis lingüístics) que la característica ideològica unificadora de la llengua bantú subgrup del nigerocongolès, és el concepte de 'força'. Aquesta 'força', ell assereix, és idèntica a 'esperit', 'ésser', i/o 'existència' en vistes que comprèn tota la realitat percebuda per l'home.
El concepte de 'força' o 'esperit' també s'itera per Karade i Doumbia i Doumbia en referència als pobles nigerocongolesos sudanesos (p.e. les àrees occidentals del Camerun i el sud del Sàhara). Karade sosté que, en la tradició yoruba de Nigèria, la 'força' s'anomena 'ashe'. assereix que la tasca d'un practicant yoruba és contemplar i/o encarnar cerimoniosament les diverses deïtats i/o energies ancestrals en camins anàlegs a com es contemplen els txakres en el ioga kundaliní. En altres paraules, les deïtats representen energies, actituds o camins potencials per aproximar vida. La meta és elevar la consciència mentre o bé en o contemplant qualsevol d'aquests estats de la ment tal que un pot transmutar aspectes negatius o inútils de la seva energia en conductes i pensaments que serveixen com a exemples íntegres i virtuosos per a un mateix i la gran comunitat. Doumbia i Doumbia subratlla aquest sentiment per a la tradició mande del Senegal, Mali, i moltes altres regions de l'extrem occidental de l'Àfrica. Aquí tot i això, el concepte de 'força' hi està representat pel terme 'nyama' més que pas 'ashe'.
La bonaventura també tendeix a jugar un rol major en el procés de transmutar sentiments/pensaments negatius o confusos en uns de més ordenats i productius. Específicament, aquest procés serveix com a via per a proveir marcs de referència com que aquells qui tenen dubtes sobre com començar una empresa i/o solucionar un problema poden passar els seus límits i obrir una dialèctica amb ells mateixos elevats emprenent les seves opcions en les seves passes.

### Cerimònies nigerocongoleses
Les pràctiques religioses nigerocongoleses generalment es manifesten elles mateixes en cerimònies comunals i/o rituals divins als quals els membres de la comunitat, dominats per la 'força' (o 'ashe', 'nyama', etc.), s'exciten fins al punt d'entrar en un trànsit meditatiu en resposta al timbaleig i/o cançó rítmic/màntric. En aquest estat, depenent sobre els tipus de ritmes dels timbals o instruments tocats per músics respectats (cada un dels quals és únic per una deïtat/avantpassat donat), els participants encarnen una deïtat/avantpassat, energia i/o estat de la ment representant diferents moviments/dances rituals que realcen més les seves consciències elevades, o, en termes orientals, exciten el kundaliní fins a un nivell específic de consciència i/o txi difós en un camí específic a dins del cos. Quan aquest estat semblant al trànsit es presencia o s'entén, els observadors educats culturalment són guiats en un camí de contemplació l'encarnació pura/simbòlica d'un pensament o marc de referència particular. Això construeix destresa en separar els sentiments elicitats per aquest pensament de les seves manifestacions situacionals a la vida quotidiana. Tal separació i subsegüent contemplació de la naturalesa i fonts d'energia/sentiments pur serveix per a ajudar els participants a assolir-se i acceptar-se quan sorgeixen en contextos mundans. Això facilita un control i una transformació millors d'aquestes energies en comportaments, pensaments, i discursos positius i apropiats culturalment. Més enllà, aquesta pràctica també pot originar el sorgiment d'aquells en aquests trànsits dient paraules que, quan són interpretades per un iniciat/endeví educat culturalment, poden donar una idea sobre les direccions apropiades que la comunitat (o individu) pot prendre per a acomplir les seves metes.

## Espiritualitat khoisan
En referència a l'espiritualitat khoisan, Ehret assereix que:
Els khoisan, com els primers niloticosaharians, es van adherir a un punt de vista religiós noteïstic. Les seves creences reconeixien l'existència d'una condició impersonal d'esperit, una força que existia a fora dels éssers humans com també en alguns animals. En el pensament dels pobles khoisan que han viscut a l'Àfrica del sud des del 5000 aC, aquesta força es podia aprofitar a través de la dansa-trànsit i feta servir per a curar malalties i alleujar estrès i conflicte social i individual. En aquest procediment, una persona reconeguda per talents religioso especials, una mena de xaman que podríem anomenar un sanador-trànsit, balla fins que entra en un estat de trànsit, que podria trigar moltes hores. Els sanadors-trànsit no eren especialistes de jornada completa...Si no es representava cap dansa de trànsit, i això vol dir la gran major part del temps, el sanador no ostentava cap posició especial i estava ocupat en les tasques usuals de qualsevol altre...

## Classificació i estadístiques
| Cristianisme Islam Hinduisme Religions tradicionals |

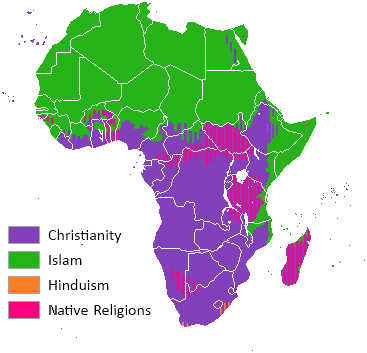
Religions a l'Àfrica. En rosa, on fins i tot es practiquen les religions tradicionals (aquí anomenades «nadiues»). S'estima que abans de la colonització europea del segle XIX, les religions tradicionals eren dominants en tot l'Àfrica subsahariana.

La pàgina Adherents.com enumera (a partir de 2007) a les religions “tradicionals africanes i de la diàspora” com un “gran grup religiós”, estimant uns 100 milions de fidels. Justifiquen aquesta llista combinada de les religions tradicionals africanes i de la diàspora africana, i la separació dels genèrics “primitiva indígena” en assenyalar que les religions “primitives indígenes” són bàsicament tribals i practicades pels pobles pre-colonials. Encara que sens dubte hi ha superposició entre aquesta categoria i les religions no primitives indígenes africanes, hi ha raons per a la separació de les dues, les hi il·lustra millor en centrar-se específicament en la yoruba, que és probablement el complex religiós més gran tradicional/tribal d'Àfrica. Yoruba era la religió dels grans estats nació yoruba que existien abans del colonialisme europeu i que es professa actualment, i també per descomptat al Carib, Amèrica del Sud i els EUA, a pesar que aquests practicants estan integrats en una societat tecnològica, industrial; així i tot, proclamen la seva afiliació a aquest sistema religiós amb seu a Àfrica. Els rituals cohesius, les creences i l'organització s'estenen per tot el món dels Yoruba (i d'altres grans grups religiosos africans/tribals, com ara els Fon), aconseguint a diverses nacions com a religió organitzada, i no simplement com a creença tribal.
Els practicants de religions tradicionals a Àfrica subsahariana es distribueixen entre 43 països, i es calcula que hi ha uns 70 milions, o 12% de la població africana, mentre que les més grans religions a Àfrica són el cristianisme i l'islam, que representen el 45% i 40%, respectivament. Com a tot arreu, l'adhesió a una religió organitzada no s'oposa a un residu de la religió popular en el qual les tradicions anteriors van sobreviure a la cristianització o la islamització.

## Classificació tipològica
Christopher Ehret postula cinc etnolingüístics, les tradicions religioses d'Àfrica. D'aquestes, dos (koman i khoisan) són no teistes, com per exemple entre els uduk. Una d'ells, afroasiàtica, és henoteista; és a dir, la gent adora només a una deïtat nacional o tribal, a pesar que es reconeixen les deïtats d'altres pobles. Dos, sudanès i el Níger, el Congo-, són monoteistes, com per exemple entre els massai i els ewé.